# La Sociedad (lucha libre)
La Sociedad  fue un stable heel de lucha libre profesional que compite en la AAA. El grupo se formó originalmente en el verano de 2010 con la fusión de La Legión Extranjera, Los Perros del Mal, La Milicia y Los Maniacos. En febrero de 2013 el grupo se disolvió, el grupo se reformó a finales de diciembre del mismo año.

## Historia

### Formación
Después de algunas derrotas ante el Ejército AAA. La Legión Extranjera unieron fuerzas con Los Perros del Mal para formar un equipo invencible. Después unieron fuerzas con los invasores el 20 de junio en un evento en Zapopan, Jalisco. Al mes siguiente Decnnis comenzó un nuevo subgrupo llamado La Milicia dentro de La Legión, que consiste en sí mismo, Billy Boy, Abismo Negro, Chris Stone, Psicosis III y Tigre Cota. Abismo Negro y Psicosis III desde entonces han salido de la promoción, mientras que Chris Rock hermano Alan, quien cumplió en El Elegido y de Tigre Cota AAA Norte Tag Team Championship socio Tito Santana se han unido al grupo. Los miembros de La Milicia son bajas cardadores, situado claramente por debajo del resto del grupo. Cuando se trabaja para la independiente de lucha libre del hardcore promoción Desastre total Ultraviolento (DTU), el grupo se conoce como La Milicia Extrema. Los Perros del Mal, La Legión Extranjera y La Milicia continuación, se unieron para formar La Sociedad, bajo la dirección del Dorian Roldán. En septiembre los tres grupos fueron acompañados por el Tag AAA World Team Champions Silver King y Último Gladiador, conocido colectivamente como Los Maniacos, para completar de La Sociedad.

### Primera Encarnación (2010-2013): Conflicto con AAA

#### 2010
La Sociedad luego libró una guerra contra el AAA, pero antes de su programada de cuatro contra cuatro eliminación partido jaula de acero en contra de la promoción, Dorian Roldán y Konnan anunció que una de la AAA más populares Técnicos (buenos hombres), Cibernético, habían decidido abandonar la promoción y unirse a La Sociedad su lugar. Esto fue seguido por La Parka encontrar Octagon ensangrentado y alguien parecido Cibernético alejar en una motocicleta. Los dos equipos estaban programados para enfrentarse el uno al otro el 1 de octubre en Héroes Inmortales IV con La Sociedad está representado por Electroshock, El Zorro, Hernández y LA Park, mientras Legado AAA tenía previsto consistirá Cibernético, Heavy Metal, La Parka y Octágon. Electroshock, el líder de Los Maniacos, no había hecho ningún anuncio oficial sobre si se unía a La Sociedad o no, pero accedió a participar en el partido con el fin de tener en sus manos el Heavy Metal, con el que había sido un feudo las últimas semanas. Antes de la AAA partido, la compra de Konnan y reclamo del turno de Cibernético de Dorian, él y el octágono lesionó en el partido con sustituirán oscuro Ozz y Oscuro Cuervo. Al final Cibernético interferido en el partido y ayudó Legado AAA recoger a la victoria, pero se negó a celebrar con los vencedores, por estar molesto con ellos creyendo que se había convertido en la empresa. Cibernético, pasó a volver a formar su antiguo establo Los Bizarros con Amadeus, Escoria, Nygma y Taboo, prometiendo mostrar AAA cómo luchar realmente de La Sociedad.
El líder de La Legión Extranjera, Konnan había sido un feudo con La Hermandad 187 (Nicho el Millonario y Joe Lider), desde que se convirtió en ellos en abril de 2010. Después de La Legión Extranjera herido Nicho y le costó y Lider del Tag Team Championship AAA Mundial, La Hermandad 187 enfrentó a Konnan, Damián 666 y Halloween en un partido incondicional de tres contra dos de handicap de Héroes Inmortales IV, en el que Nicho y Lider vengados el último par de meses por ensangrentando Konnan antes inmovilizándolo por la victoria.

#### 2011
El 15 de enero de 2011, durante las primeras grabaciones de televisión del año, el hijo de Damián 666 Bestia 666 hizo su debut en AAA y se unió a La Sociedad en un partido, en donde él, su padre y Halloween fueron derrotados por Los Psycho Circus. Después del partido El Hijo del Perro Aguayo hizo otra aparición y desenmascaró los miembros de Los Psycho Circus. El 13 de marzo Alan Stone y Jennifer Blake derrotó Faby Apache y Pimpinela Escarlata para ganar la AAA Mundial Tag Team Championship Mixta. Más tarde esa misma noche, Lizmark Jr. hizo su regreso AAA tras una ausencia de dieciséis años y se unió a Los Perros del Mal, mientras que Billy Boy encendido La Sociedad y se unió a Los Bizarros.
En Triplemanía XIX, Nicho el Millonario interfirió en un partido de seis hombres por equipos, donde su compañero de equipo Joe Líder, Electroshock y Heavy Metal enfrentó Los Maniacos y fue, como resultado, suspendido por tres meses por la AAA después del evento de acuerdo a un acuerdo celebrado entre Konnan y Joaquín Roldán. Antes del comienzo de su suspensión, Nicho apareció en las de junio de 30 grabaciones, expresando su descontento por la suspensión, alegando que él había estado allí para la empresa desde el principio a pesar de que había dado su nombre (Psicosis) a otro intérprete "ni siquiera cerca de su nivel", antes de señalar que él tuvo un hijo y que si él fue suspendido sin goce de sueldo, él tendría que encontrar trabajo desde otra promoción. Nicho regresó a AAA el 16 de julio, amenazando Roldán, que llevó a Joe Líder tratando de calmar a su compañero hacia abajo. Esto a su vez llevó a Nicho declarando que si Líder estaba con Roldán, no eran amigos más. Más tarde, en el evento, Nicho interferido en el partido del Líder y se volvió hacia él, que puso fin a La Hermandad 187.

#### 2012
El 18 de marzo en Rey de Reyes, la alianza de corta duración entre La Sociedad y La Parka llegó a su fin, cuando Octagón y La Milicia volvieron contra él, después de haber perdido su rivalidad contra Los Bizarros. En Rey de Reyes también continuó la rivalidad entre La Sociedad stablemates, Jeff Jarrett y LA Park. Después de la interferencia de Jarrett causó Park para conseguir eliminado del Rey de Reyes torneo, Parque regresó durante el evento principal y costó Jarrett Mega Campeonato de la AAA en su partido contra El Mesías. El 5 de agosto en Triplemanía XX, Jarrett y el debutante Kurt Angle representado Dorian Roldán en un partido, donde se enfrentaron Park y Electroshock, en representación de Joaquín Roldán, con pelos los Roldán en la línea. Electroshock ganó el partido para su equipo fijando ángulo, pero Joaquín anunció que no quería que su hijo se afeitó después de que él había acordado disolver La Sociedad. Sin embargo, Dorian terminó una vez más traicionando a su padre por él attaking y le afeita su lugar. 

#### 2013: Fin de la Sociedad
El evento también contó con Psicosis derrotar a su rival de toda la vida de Joe Líder en otro pelo vs. partido de pelo y El Hijo del Perro Aguayo, sin éxito desafiar El Mesías para el AAA Mega Campeonato. El siguiente mes de noviembre, El Consejo se unieron a La Sociedad. El 2 de diciembre en Guerra de Titanes, El Consejo miembro de El Texano Jr. derrotó a El Mesías para traer el Mega Campeonato AAA de nuevo a La Sociedad. Durante una televisión grabando el 3 de febrero de 2013, Dorian Roldán y Konnan se fueron en un alboroto, amenazando Atómic Boy, La Jarochita y Pepe Casas de AAA, antes de ser interrumpido por Joaquín Roldán, quien a su vez amenazó tanto Dorian y Konnan. A continuación, también amenazó con despedir a cualquier miembro de La Sociedad que no ayudó expulsar Dorian y Konnan del edificio, lo que lleva a los rudos de inflexión en sus antiguos dirigentes, que puso fin a La Sociedad.

### Segunda Encarnación (2013-2016)

#### 2013
La Sociedad se volvió a formar el 8 de diciembre de 2013, al final de la Guerra de Titanes por el regreso Dorian Roldán y Konnan, Daga, El Hijo del Fantasma, El Hijo del Perro Aguayo, Jeff Jarrett, Karen Jarrett, Psicosis, Sexy Star, Silver King, El Texano Jr. y El Zorro. Antes de la Guerra de Titanes, El Hijo del Perro Aguayo había convertido efectivamente en un técnico, la formación de una sociedad con ex rival Cibernético, que llevó a Los Perros del Mal encender él. También se sugirió que Konnan, quien Aguayo considera su hermano, se uniría a él como técnico. En la Guerra de Titanes, Aguayo encendido Cibernético, El Mesías y La Parka después de un evento principal de ocho hombres pelea por equipos, atacando los tres, junto con El Consejo y Los Perros del Mal. Esto llevó a El Zorro, que había regresado recientemente a AAA, corriendo, pero en lugar de salvar al Técnicos, también convertido en ellos, uniéndose a los rudos. La Nueva Sociedad se completó con Sexy Star, quien regresó de su licencia de maternidad durante el caso, el ahorro de Karen Jarrett de Faby Apache, antes de que el nuevo grupo se introdujo formalmente por Roldán. 

#### 2014
En Rey de Reyes fueron derrotados por Cibernético, Electroshock y Psycho Clown (con Joaquín Roldán) y tiempo después, comenzó a disminuir los integrantes de La Sociedad iniciando sus luchas por sus cuentas. En Triplemanía XXII comenzó con el regreso de Alberto Del Río, considerado como el Patrón Alberto hablar de su salida de la WWE y el racismo dentro de ella, antes de ser interrumpido por Konnan y El Hijo del Perro Aguayo Un altercado físico se produjo a partir de padre del Patrón, Dos Caras, siendo asaltado, pero el Patrón se defendió de los atacantes. En otro caso no coincidencia, el Salón de la Fama AAA dio la bienvenida a nuevos incorporados El Brazo y Rayo de Jalisco; con la ceremonia de ser interrumpido por El Hjo del Perro Aguayo. Mientras tanto, Jeff Jarrett y Ricochet se perdieron el evento a pesar de estar programado para luchar, tanto con disculpándose por tener problemas con sus proveedores de aerolíneas.
La tercera lucha de Taya vio derrotar a Fabi Apache para capturar Campeonato de Reina Reinas de AAA de Apache después de un suplex aurora boreal, una variante de pedal, y la ayuda de rudo árbitro Hijo del Tirantes. La lucha fue descrito como "lleno de screwiness" debido al Tirantes, Sexy Star y Hijo del Fantasma. Valkyrie, el primer extranjero en ganar este título, sufrió una fractura en la nariz en esta Lucha. Luego El Texano Jr. perdió su cabellera ante Psycho Clown

#### 2015-2016
En febrero de 2015, Los Hell Brothers (Averno, Chessman y Cibernético) se unieron La Sociedad, Jeff Jarret dejó la AAA. En 21 de marzo de 2015, El Hijo del Perro Aguayo falleció de un accidente en una empresa independiente, En mayo, desde hace mucho tiempo rival de La Sociedad, El Mesías, volvió rudo y también se unió a la cuadra. El 20 de septiembre, Konnan dimitió como el líder de La Sociedad con El Hijo del Fantasma anunció como su reemplazo. Mientras tanto, Johnny Mundo se convirtió en el miembro más nuevo de la cuadra. 
En Guerra de Titanes, Konnan reapareció durante el discurso de Angélico y Jack Evans, le pidieron que programe la lucha por los vacantes Campeonatos Mundial en Parejas de AAA y terminaron ganando Averno y Cheesman, luego de la lucha, La Sociedad traicionan a sus colegas. En febrero se comenzó a disminuir varios integrantes como Konnan, Sexy_Star, Cibernético, Brian Cage, Johnny Mundo. Khan del Mal se integra a la Sociedad como miembros de los Perros del Mal tomando el lugar se Sexy_Star, acompañando a Pentagon, Taya, Lider y Daga.
Tras el evento, el grupo comenzó a disolverse definitivamente cuando Konnan dejaba la empresa tras problemas creativos, al igual abandonarían Sexy Star, Cibernético, entre otros. Mientras que los otros integrantes iniciaron sus caminos separados poniéndole fin al stable.

## Miembros

### Miembros actuales
| Nombre               | Tiempo                                                                     | Notas |
| -------------------- | -------------------------------------------------------------------------- | --- |
| Dorian Roldan        | 21 de agosto de 2010 – presente                                            | Sublíder de La Sociedad. |
| El Hijo del Fantasma | 20 de septiembre de 2015 – presente                                        | Tercer líder de La Sociedad y es actual Campeón Crucero de AAA.                                                                                                  |
| Khan del Mal         | 19 de febrero de 2016 – presente                                           | Se unió como el miembro de Los Perros del Mal, reemplazando a Sexy Star.                                                                                         |
| Joe Líder            | 21 de agosto de 2010 – presente                                            | Se unió como el miembro de La Hermandad. |
| Sexy Star            | 21 de agosto de 2010 – 5 de febrero de 2016 16 de julio de 2017 - presente | Dejó la empresa por razones desconocidas y renuncia el Campeonato Mundial en Parejas Mixto de AAA. Hizo su regreso ganando el Campeonato Reina de Reinas de AAA. |

### Miembros antiguos
| Nombre                    | Tiempo                                                                                   | Notas |
| ------------------------- | ---------------------------------------------------------------------------------------- | --- |
| El Hijo del Perro Aguayo† | 21 de agosto de 2010 – 21 de marzo de 2015                                               | Segundo líder de La Sociedad y primer líder de Los Perros del Mal. Murió tras un combate en parejas en Tijuana.                                                                                    |
| Cibernético               | 5 de febrero de 2015 – 9 de noviembre de 2015                                            | Líder de Los Hell Brothers. Dejó la AAA, |
| Averno                    | 5 de febrero de 2015 – 22 de enero de 2016                                               | Se unió como el miembro de Los Hell Brothers. Fueron traicionados tras capturar los Campeonatos de Parejas.                                                                                        |
| Chessman                  | 5 de febrero de 2015 – 22 de enero de 2016                                               | Se unió como el miembro de Los Hell Brothers. Fueron traicionados tras capturar los Campeonatos de Parejas.                                                                                        |
| Héctor Garza†             | 13 de noviembre de 2011 – 15 de octubre de 2012                                          | Se unió como el miembro de Los Perros del Mal. Tuvo que retirarse de la lucha libre profesional debido a que le habían diagnosticado un cáncer pulmonar.                                           |
| Jeff Jarret               | 21 de agosto de 2010 – 16 de enero de 2015                                               | Se unió como el miembro de La Legión Extranjera. Dejó la empresa por razones desconocidas. |
| Konnan                    | 21 de agosto de 2010 – 17 de marzo de 2016.                                              | Primer líder de La Sociedad. Dejó la empresa por razones desconocidas. |
| Taya                      | 8 de octubre de 2012 – 28 de agosto de 2016                                              | Se unió como el miembro de Los Perros del Mal y es la exCampeona de Reina de Reinas. Dejó el grupo después de traicionar a Pentagón durante la lucha contra Johnny Mundo.                          |
| Pentagón Jr.              | 8 de octubre de 2012 – 21 de enero de 2017                                               | Se unió como el miembro de Los Perros del Mal. El 21 de enero de 2017 Dejó la AAA al día siguiente y apareció en un evento de la empresa The Crash anunciando su nuevo nombre, Penta "Cero Miedo". |
| Daga                      | 21 de agosto de 2010 – 3 de febrero de 2013 8 de diciembre de 2013 – 21 de enero de 2017 | Se unió como el miembro de La Hermandad. El 21 de enero de 2017 Dejó la AAA al día siguiente y apareció en un evento de la empresa The Crash.                                                      |
| El Texano Jr.             | 16 de junio de 2012 – 16 de mayo de 2017                                                 | Se unió como el miembro de El Consejo y es exMegacampeon de AAA. Dejó el grupo después de traicionar al Hijo del Fantasma.                                                                         |

### Miembros especiales
Rudo Rivera (Como mánager) 1 de septiembre de 2015-17 de septiembre de 2015 ,Fu expulsado tras una derrota, fue atacado por todos los integrantes, siendo expulsado del grupo y cambiando a Face en el proceso

## Campeonatos y logros
- Asistencia Asesoría y Administración

  - Campeonato de AAA Fusión (1 vez) – El Hijo del Fantasma[1]
  - Campeonato Latinoamericano de AAA (3 veces) – L.A. Park (1),  Chessman (1),[2] Pentagón Jr. (1)
  - Megacampeonato de AAA (4 veces) – El Zorro (1), Jeff Jarrett (1), y El Texano Jr. (2 veces)
  - Campeonato Reina de Reinas de AAA (2 veces, actual) – Taya (1),[3]  Sexy_Star (1)
  - Campeonato Mundial de Peso Crucero de AAA (2 veces) – Daga (1)[4] and El Hijo del Fantasma (1)[3]
  - Campeonato Mundial en Parejas Mixto de AAA (4 veces) – Alex Koslov and Christina Von Eerie (1), Alan Stone and Jennifer Blake (1),[5] Halloween and Mari Apache (1),[6] and Pentagón Jr. and Sexy Star (1)[7]
  - Campeonato Mundial en Parejas de la AAA (4 veces) – Silver King and Último Gladiador (1), Abyss and Chessman (1),[8] Joe Líder and Pentagón Jr. (1),[9] and Averno and Chessman (1)[10]
  - Campeonato Mundial de Tríos de AAA (2 veces) – (Los Perros del Mal) Damián 666, Halloween & X-Fly (1), (Hell Brothers) Cibernetico, Chessman & Averno (1)
  - Copa Triplemanía XXII (2014) – El Hijo del Perro Aguayo[3]
  - Rey de Reyes (2012) – El Hijo del Perro Aguayo
  - Rey de Reyes (2015) – El Texano Jr.[11]
  - Rey de Reyes (2016) – Pentagon Jr.

- Perros del Mal Producciones
  - Mexican National Heavyweight Championship (2 times,) – X-Fly (1),[12] and Héctor Garza (1)[13]
  - Perros del Mal Extremo Championship (1 time) – X-Fly[14]